# ژان باپتیست لئو
ژان باپتیست لئو (انگلیسی: Jean-Baptiste Léo؛ زادهٔ ۳ مهٔ ۱۹۹۶) بازیکن فوتبال اهل فرانسه است.
از باشگاه‌هایی که در آن بازی کرده‌است می‌توان به باشگاه فوتبال گیانینا اشاره کرد.